# Melingos

Região do Peloponeso habitada pelos melingos.

Melingos (em grego: Μηλιγγοί; romaniz.: Melingoi) é uma tribo eslava que se assentou na região do Peloponeso, na Grécia meridional, durante a Idade Média. Chegaram no Peloponeso no rescaldo da desintegração da linha defensiva bizantina no Danúbio no século VII e foram relatados por seu nome em fontes do século X em diante. No reinado do imperador Constantino VII Porfirogênito (r. 945–959), pagavam tributo aos bizantinos, mas acabaram se rebelando e foram derrotado por Romano I Lecapeno (r. 920–945), que obrigou-os a pagar um tributo mais alto.
Sob domínio bizantino, os melingos mantiveram sua autonomia, mas foram gradualmente helenizados culturalmente e tornaram-se cristãos. Pelo séculos XIII e XIV, voltam a ser mencionados quando foram contratados como soldados pelos francos do Principado de Acaia e pelos gregos do Despotado de Moreia. Eles também são mencionados como fundadores de igrejas na Lacônia e sugere-se que o tema tardio de Cinsterna pertencesse a eles.

## História

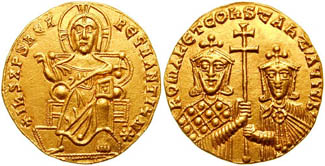
Soldo de r. e r.

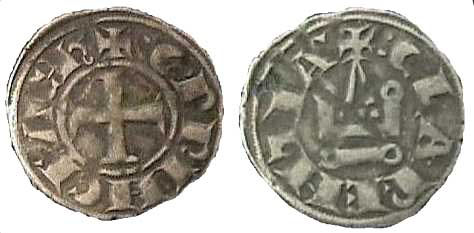
Tornês de Guilherme II de Vilearduin r.

Tribos proto-eslavas (esclavenos) se assentaram por toda a região dos Bálcãs após o colapso da fronteira defensiva bizantina na região do rio Danúbio nas primeiras décadas do século VII, com alguns grupos invasores chegando até o Peloponeso. Destes, dois grupos são conhecidos pelo nome através de fontes posteriores, os melingos e os ezeritas, ambos passando a habitar as encostas do monte Taigeto. A origem e a etimologia do nome "melingos" é desconhecida.
Assim como os ezeritas, os melingos foram mencionados pela primeira vez no Sobre a Administração Imperial, um manual sobre governo escrito pelo imperador Constantino VII Porfirogênito (r. 945–959). Ele relata que, durante seu governo, eles pagaram um tributo de 60 nomismas de ouro e que, posteriormente, se rebelaram, foram derrotados e, sob o domínio de Romano I Lecapeno (r. 920–945), tiveram que pagar 600 nomismas. Sob o domínio bizantino, os melingos conseguiram manter uma existência autônoma, mas adotaram o cristianismo e acabaram helenizados, tanto em sua língua quanto em sua cultura.
Durante o domínio franco nos séculos XIII e XIV, eles foram empregados tanto pelos senhores francos do Principado de Acaia quanto pelos gregos do Despotado de Moreia como soldados. De acordo com a Crônica da Moreia, o príncipe Guilherme II de Vilearduin (r. 1246–1278) concedeu ao "grande drungo[a] dos melingos isenção de todas as obrigações, exceto o serviço militar. Os melingos ainda aparecem em diversas inscrições sobre os fundadores de igrejas na Lacônia na década de 1330. Um deles, Constantino Espana, da notável família Espana, é chamado de "tzáusio do drungo dos melingos", implicando a existência da comunidade. N. Nicoloudis identifica o tema medieval tardio de Cinsterna ou Giserna (do latim cisterna) com a área dos melingos no noroeste da península de Mani.